# Kōta Fujimoto
Kōta Fujimoto (jap. 藤本 康太 Fujimoto Kōta; ur. 2 kwietnia 1986) – japoński piłkarz występujący na pozycji obrońcy. Obecnie zawodnik Cerezo Osaka.

## Życiorys

### Kariera klubowa
1 stycznia 2005 podpisał kontrakt z japońskim klubem Cerezo Osaka, umowa do 31 stycznia 2020.

## Sukcesy

### Klubowe
Cerezo Osaka
- Zdobywca Pucharu Japonii: 2017
- Zdobywca Pucharu Ligi Japońskiej: 2017
- Zdobywca Superpucharu Japonii: 2018